# Jan Mietkowski

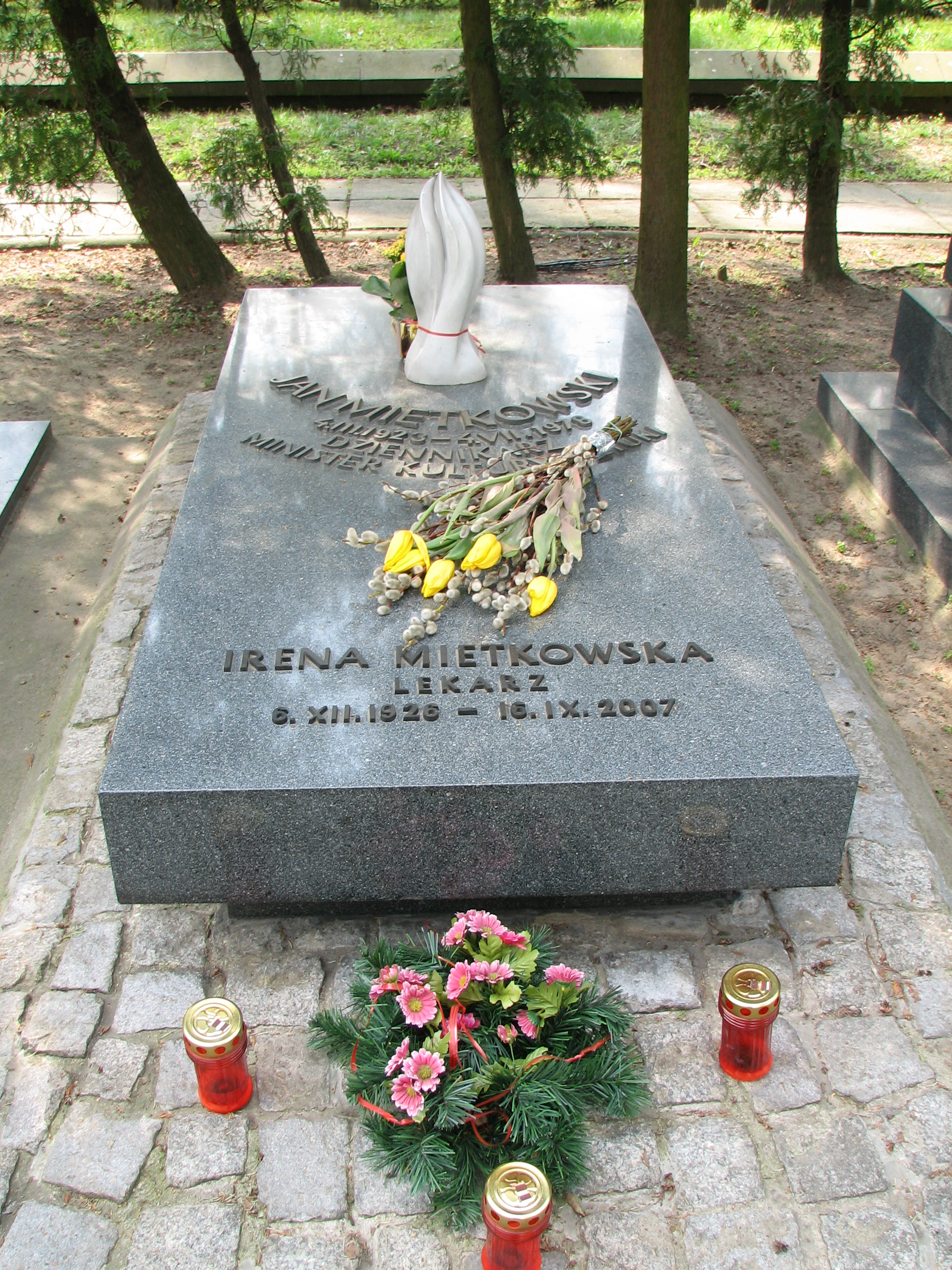
Grób Jana Mietkowskiego i jego żony Ireny na cmentarzu Wojskowym na Powązkach

Jan Mietkowski (ur. 4 marca 1923 w Nieświeżu, zm. 4 lipca 1978 w Warszawie) – polski dziennikarz i polityk, w 1978 minister kultury i sztuki.

## Życiorys
Syn Jana i Marii. Z zawodu filolog, ukończył studia na Uniwersytecie Warszawskim. W czasie okupacji niemieckiej należał do Armii Krajowej. W 1944 został dziennikarzem Polskiego Radia, w 1945 został kierownikiem działu literackiego, a od 1948 do 1950 był zastępcą kierownika działu literackiego. Do 1956 ponownie dziennikarz PR, następnie do 1962 kierownik działu publicystyczno-kulturalnego, a do 1966 zastępca redaktora nczelnego działu literackiego. W 1966 został naczelnym redaktorem III Programu Polskiego Radia, po czym od 1972 do 1978 pełnił funkcję zastępcy przewodniczącego Komitetu do Spraw Radia i Telewizji „Polskie Radio i Telewizja”. W 1944 został członkiem Stowarzyszenia Dziennikarzy Polskich, w latach 1974–1978 był przewodniczącym jego Zarządu Głównego.
W 1945 wstąpił do Polskiej Partii Robotniczej, a następnie do Polskiej Zjednoczonej Partii Robotniczej. W 1950 usunięty z PZPR, ponownie przyjęty do organizacji partyjnej przy Polskim Radio w 1961. Od VII Zjazdu PZPR w grudniu 1975 aż do śmierci był zastępcą członka Komitetu Centralnego PZPR.
29 marca 1978 został ministrem kultury i sztuki w rządzie Piotra Jaroszewicza, stanowisko pełnił do śmierci.
Był żonaty z Ireną z Minkiewiczów (1926–2007).
Zmarł 4 lipca 1978 w Warszawie i został pochowany 7 lipca 1978 z honorami państwowymi w Alei Zasłużonych na cmentarzu Wojskowym na Powązkach (kwatera B4-Tuje-10). W pogrzebie uczestniczyli członkowie Biura Politycznego KC PZPR i Sekretariatu KC PZPR: premier Piotr Jaroszewicz, Edward Babiuch, Józef Tejchma, Jerzy Łukaszewicz, Andrzej Werblan, wicepremier Longin Cegielski, kierownicy wydziałów KC PZPR, prezes ZG Związku Literatów Polskich Jarosław Iwaszkiewicz,  a także przedstawiciele środowiska dziennikarskiego i kulturalnego z całego kraju. Premier Piotr Jaroszewicz wygłosił przemówienie pożegnalne oraz odznaczył trumnę przyznanym pośmiertnie Janowi Mietkowskiemu przez Radę Państwa Krzyżem Komandorskim z Gwiazdą Orderu Odrodzenia Polski.

## Ordery i odznaczenia
- Krzyż Komandorski z Gwiazdą Orderu Odrodzenia Polski (pośmiertnie, 1978)
- Order Sztandaru Pracy II klasy
- Krzyż Komandorski Orderu Odrodzenia Polski
- Krzyż Kawalerski Orderu Odrodzenia Polski (11 sierpnia 1945)[3]
- Złoty Krzyż Zasługi (31 lipca 1946)[4]
- Medal 10-lecia Polski Ludowej (7 stycznia 1955)[5]
- Złota Odznaka Honorowa Towarzystwa Przyjaźni Polsko-Radzieckiej (1968)[6]
- Odznaka "Za zasługi dla rozwoju prasy polskiej i Stowarzyszenia Dziennikarzy Polskich" (1974)[7]
- Złota Odznaka honorowa „Za Zasługi dla Warszawy” (1970)[8]